# Benai Moixé
Els Benai Moixé (en hebreu: בני משה, en català: els fills de Moisès) són un grup de jueus peruans que es van convertir al judaisme. El grup es va formar en la ciutat de Trujillo, a Perú. La majoria dels Benai Moixé van emigrar a l'Estat d'Israel, i estan totalment integrats en aquest país.

## Història
La comunitat va ser fundada el 1966 per un home anomenat Villanueva. Villanueva es va enfrontar a l'exclusió en la seva ciutat natal, degut a la seva decisió de convertir-se al judaisme. Villanueva va visitar Espanya per tal de conèixer a la comunitat sefardita, quan va tornar a Perú, unes 500 persones de la ciutat es van convertir al judaisme, però la comunitat jueva de Lima va rebutjar als Benai Moixé.
El 1985, Villanueva es va posar en contacte amb el rebe de Habad Lubavitx, Menachem Mendel Schneerson, el rebe va enviar al rabí Myron Zuber a Perú, per ajudar a Villanueva a dur a terme les conversions. El 1988, el rabí Zuber va marxar a Perú per ensenyar als conversos a observar la Kashrut i el Shabat. La comunitat no es va poder desenvolupar a Perú.
Els Benai Moixé van decidir emigrar a Israel, després de la seva conversió. El 1991, un tribunal rabínic (beit din) va supervisar les conversions de 300 membres de la comunitat, que van emigrar a Israel. Uns anys més tard, es van convertir 200 persones més. Els Benai Moixé històricament han estat discriminats pels membres asquenazites de la comunitat jueva peruana.